# 90377 Sedna
Sedna, formalmente designado 90377 Sedna (símbolo: ), é um planeta anão descoberto em 2003, que desde 2012 está cerca de três vezes mais longe do Sol que Netuno. Sua órbita é extremamente excêntrica, com um afélio de cerca de 937 UA (31 vezes a distância de Netuno), tornando-o um dos objetos mais distantes conhecidos no Sistema Solar além de cometas de longo período.
Com aproximadamente 997 quilômetros de diâmetro, os astrônomos geralmente consideram Sedna um planeta anão. Porém, sua grande distância do Sol dificulta a determinação de sua massa e sua forma, então não se sabe se está em equilíbrio hidrostático. Análises espectroscópicas revelaram que a composição da superfície de Sedna é parecida à de outros objetos transnetunianos, sendo principalmente uma mistura de gelo de água, metano e nitrogênio com tolinas, semelhantes aos de alguns outros objetos transnetunianos. Sua superfície é uma das mais vermelhas entre os objetos do Sistema Solar. Sedna, dentro das incertezas estimadas, está empatado com Ceres como o maior planetóide conhecido por não ter um satélite natural.
A órbita de Sedna é uma das maiores do Sistema Solar além das dos cometas de longo período, com seu afélio (maior distância do Sol) estimado em 937 unidades astronômicas (UA). Isso é 31 vezes a distância de Netuno ao Sol, e bem além da porção mais próxima da heliopausa, que define o limite externo do espaço interplanetário. Em 2022, Sedna estava perto do periélio, seu ponto mais próximo do Sol, a uma distância de 84 UA, quase três vezes mais longe que Netuno. Os planetas anões Éris e Gonggong estão atualmente mais longe do Sol do que Sedna. Uma missão exploratória de sobrevoo para Sedna no periélio poderia ser concluída em 24,5 anos usando a assistência da gravidade de Júpiter.
A órbita excepcionalmente alongada de Sedna, com um período orbital de cerca de 11400 anos e um periélio de 76 UA, tem criado muitas teorias sobre sua origem. A União Astronômica Internacional inicialmente considerou Sedna um membro do disco disperso, um grupo de objetos enviados em órbitas altamente alongadas pela influência gravitacional de Netuno. No entanto, vários astrônomos contestaram essa classificação, porque seu periélio é muito grande para ter sido espalhado por qualquer um dos planetas conhecidos, o que levou alguns astrônomos a se referirem informalmente a ele como o primeiro membro conhecido da parte interna da nuvem de Oort. Outros especulam que Sedna foi colocado em sua órbita atual por uma ou mais estrelas, possivelmente do aglomerado em que o Sol nasceu, ou até mesmo que foi capturado de outro sistema planetário. Outra hipótese sugere que sua órbita pode ser a evidência de um grande planeta além da órbita de Netuno. O astrônomo Michael E. Brown, o codescobridor de Sedna e dos planetas anões Éris, Haumea e Makemake, acredita que Sedna é cientificamente o objeto transnetuniano mais importante já descoberto, pois o entendimento de sua órbita anormal provavelmente vai fornecer informações valiosas sobre a origem e evolução do Sistema Solar. Sedna é o protótipo de uma nova classe de objetos orbitais, os sednoides, que incluem 2012 VP113 e Leleākūhonua.

## Descoberta e nomeação

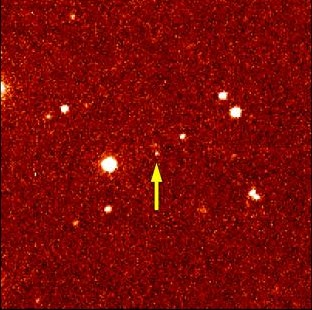
Imagem de descoberta de Sedna

Sedna foi descoberto por Michael E. Brown (Caltech), Chad Trujillo (Observatório Gemini) e David L. Rabinowitz (Universidade Yale) em 14 de novembro de 2003, recebendo a designação provisória 2003 VB12. A descoberta foi parte de uma pesquisa começada em 2001 com o telescópio Samuel Oschin no Observatório Palomar, situado perto de San Diego, Califórnia. Nesse dia, um objeto foi visto se movendo 4,6 segundos de arco em 3,1 horas, indicando que ele estava a cerca de 100 UA. Outras observações em novembro e dezembro de 2003 com o telescópio SMARTS no Observatório de Cerro Tololo no Chile e com o telescópio Tenagra IV no Observatório W. M. Keck no Havaí revelaram que o objeto estava se movendo em uma órbita distante e muito excêntrica. Mais tarde o objeto foi descoberto em imagens precovery feitas pelo telescópio Samuel Oschin assim como no arquivo do Near Earth Asteroid Tracking. Essas imagens expandiram o arco orbital conhecido e permitiram calcular sua órbita com mais precisão.
"A nossa mais recente descoberta é o lugar mais frio e distante conhecido no Sistema Solar," disse Mike Brown em seu site, "então nós achamos apropriado nomeá-lo em homenagem a Sedna, a deusa inuíte do mar, que segundo a mitologia vive no fundo do Oceano Ártico" Brown também sugeriu ao Minor Planet Center que outros objetos descobertos na região orbital de Sedna deveriam ser nomeados também a partir de entidades das mitologias árticas. A equipe anunciou o nome "Sedna" antes mesmo de o objeto ser numerado oficialmente. Brian Marsden, o diretor do Minor Planet Center, disse que isso era uma violação de protocolo, e que alguns membros da UAI poderiam votar contra o nome. No entanto, não houve oposição, e nenhum nome concorrente foi sugerido. O nome foi aceito formalmente em setembro de 2004, e foi anunciado que, em casos similares de extraordinário interesse, seria possível nomear um corpo antes de ele ser oficialmente numerado.

## Órbita e rotação

A órbita de Sedna (em vermelho) comparada com as órbitas de Júpiter (laranja), Saturno (amarelo), Urano (verde), Netuno (azul), e Plutão (roxo)

Sedna possui o maior período orbital dentre todos os grandes objetos conhecidos no Sistema Solar, calculado em cerca de 11 400 anos, menor apenas que o de cometas e alguns corpos menores. Sua órbita é extremamente excêntrica, com um afélio estimado em 937 UA e um perélio de cerca de 76 UA, o perélio mais distante já observado para qualquer objeto do Sistema Solar, até a descoberta do 2012 VP113. Na época de sua descoberta ele estava se aproximando do perélio, a 89,6 UA do Sol, e era o objeto do Sistema Solar mais distante já observado. Em 2005 Éris foi detectado pela mesma pesquisa a 97 UA. Embora as órbitas de alguns cometas de longo período se estendam mais longe que a de Sedna, eles são muito pouco brilhantes para serem descobertos, exceto ao se aproximarem do perélio no Sistema Solar interno. Mesmo quando Sedna alcançar o perélio na metade de 2076, o Sol irá aparecer apenas como uma estrela muito brilhante no seu céu, somente cem vezes mais brilhante que a Lua cheia na Terra, e muito distante para ser visível como um disco a olho nu. A título de comparação, o Sol parece na Terra ser aproximadamente 400 mil vezes mais brilhante que a Lua cheia.
Quando foi descoberto, acreditava-se que Sedna tinha um período de rotação anormalmente grande (20 a 50 dias). Inicialmente especulou-se que a rotação de Sedna era desacelerada pela maré gravitacional de um grande companheiro binário, similar a Caronte, lua de Plutão. Uma busca por um tal satélite pelo Telescópio Espacial Hubble em março de 2004 não achou nada, e medições subsequentes feitas pelo telescópio MMT sugerem um período de rotação muito menor, de cerca de 10 horas, o que é típico para um corpo do tamanho de Sedna.

## Características físicas

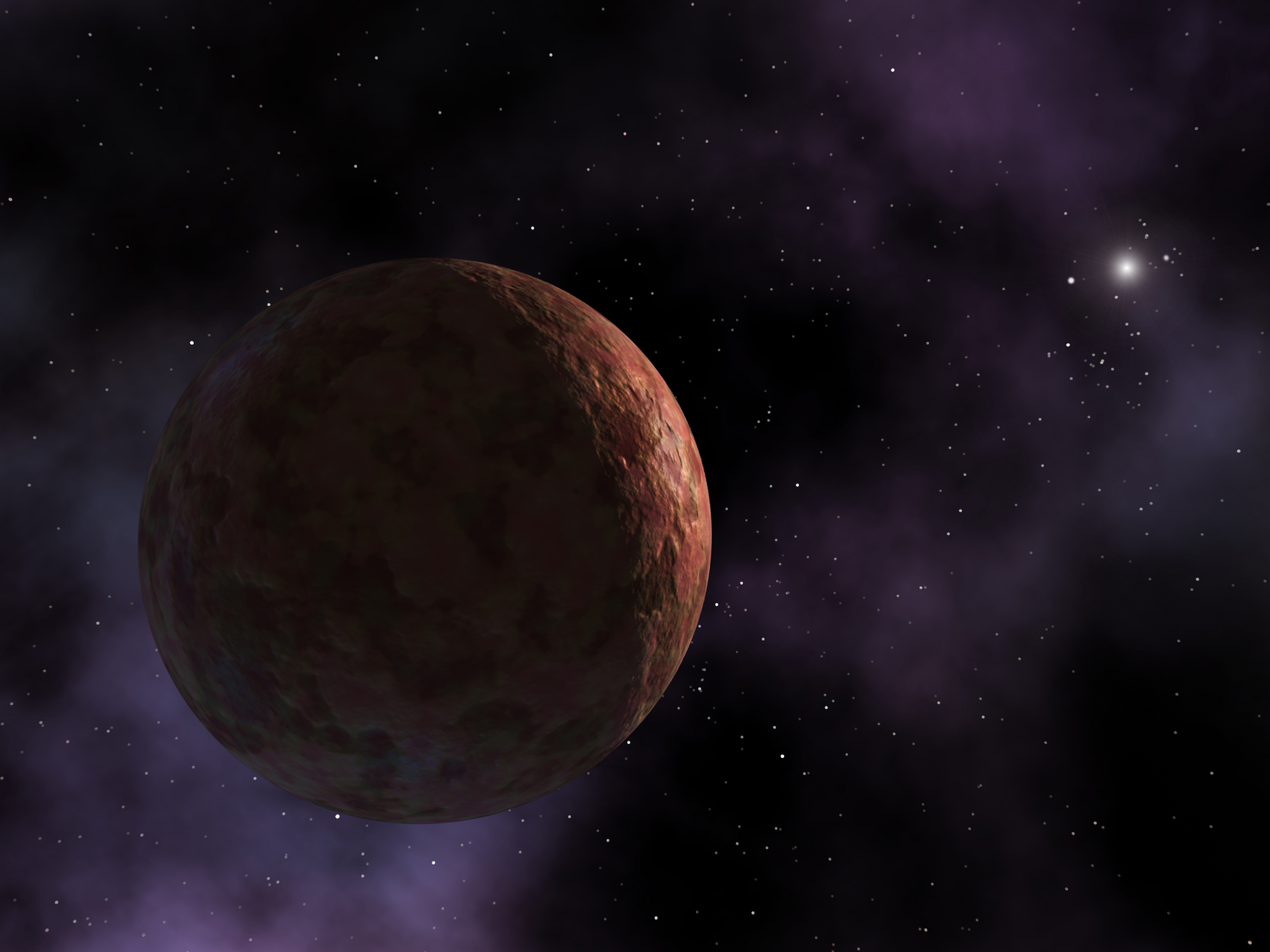
Impressão artística de 90377 Sedna

Sedna tem uma magnitude absoluta (H) de cerca de 1,8, e um albedo estimado em 0,32, dando assim um diâmetro de aproximadamente 1 000 km. Na época de sua descoberta ele era o objeto intrinsecamente mais brilhante achado no Sistema Solar desde Plutão em 1930. Em 2004, os descobridores colocaram um limite superior de 1 800 km em seu diâmetro, mas em 2007 o valor foi revisto para 1 600 km, após observações com o Telescópio Espacial Spitzer. Em 2012, medições com o Observatório Espacial Herschel sugeriram que o diâmetro de Sedna é de 995 ± 80 km, tornando-o menor que a lua de Plutão Caronte. Como Sedna não tem luas, determinar sua massa é impossível atualmente sem o envio de uma sonda espacial, porém ela é estimada em 1×1021 kg.
Observações pelo telescópio SMARTS mostram que na luz visível Sedna é um dos objetos mais vermelhos do Sistema Solar, quase tão vermelho quanto Marte. Chad Trujillo e sua equipe sugeriram que a cor vermelho escuro e de Sedna é causada por um revestimento de lodo de hidrocarboneto (ou tolina) na superfície, formado a partir de compostos orgânicos mais simples submetidos à radiação ultravioleta por muito tempo. A superfície é homogênea em cor e espectro; isso pode ser porque Sedna, ao contrário de objetos mais próximos do Sol, raramente recebe impactos de outros corpos, o que iria expor manchas brilhantes de material gelado fresco como em 8405 Asbolo. Sedna e outros dois objetos distantes ((87269) 2000 OO67 e 2006 SQ372) compartilham suas cores com objetos clássicos do cinturão de Kuiper e o centauro 5145 Pholus, sugerindo uma região de origem similar.
Trujillo e sua equipe colocaram como limites superiores, na composição da superfície de Sedna, 60% de gelo de metano e 70% de gelo de água. A presença de metano também suporta a presença de tolinas na superfície de Sedna, pois elas são produzidas por irradiação de metano. Barucci e sua equipe compararam o espectro de Sedna com o de Tritão e detectaram fracas bandas de absorção de gelo de metano e nitrogênio. Com essas observações, eles sugeriram o seguinte modelo da superfície: 24% de tolinas como as de Tritão, 7% de carbono amorfo, 10% de nitrogênio, 26% de metanol e 33% de metano. A detecção de gelo de metano e água foi confirmada em 2006 por análises fotométricas feitas pelo Telescópio Espacial Spitzer no infravermelho médio. A presença de nitrogênio na superfície sugere que, mesmo por pouco tempo, Sedna pode possuir uma atmosfera tênue. Em um período de 200 anos perto do perélio a temperatura máxima em Sedna deve exceder 35,6 K (−237,6 °C), a temperatura de transição entre o N2 sólido na fase alfa para a fase beta encontrada em Tritão. A 38 K a pressão de vapor do N2 seria de 14 microbar (1,4 Pa ou 0,000014 atm). No entanto, seu gradiente espectral vermelho indica altas concentrações de material orgânico em sua superfície, e suas fracas bandas de absorção de metano indicam que o metano em Sedna é antigo, e não recém-depositado. Isso significa que Sedna é muito frio para o metano evaporar de sua superfície e então cair de novo como neve, como acontece em Tritão e provavelmente em Plutão.
Modelos de aquecimento interno através de decaimento radioativo sugerem que Sedna pode ser capaz de suportar um oceano subsuperficial de água líquida.

## Origem
No artigo em que anunciaram a descoberta de Sedna, Mike Brown e sua equipe descreveram-no como o primeiro corpo conhecido que pertence à nuvem de Oort, a nuvem hipotética de cometas situada a cerca de um ano-luz do Sol. Eles observaram que, ao contrário de objetos do disco disperso como Éris, o perélio de Sedna (76 UA) é muito distante para que ele tenha sido influenciado pela gravidade de Netuno. No entanto, como Sedna está bem mais próximo do Sol que um objeto da nuvem de Oort, e tem uma inclinação parecida à dos planetas e do cinturão de Kuiper, descreveram-no como um "objeto da nuvem de Oort interna", situada no disco entre o cinturão de Kuiper e a parte esférica da nuvem.
Se Sedna formou-se em sua posição atual, o disco protoplanetário do Sol deve ter tido um raio de mais de 11 bilhões de km. Sua órbita inicial deve ter sido circular, caso contrário sua formação por acreção de corpos menores não seria possível, pois a grande velocidade relativa entre os corpos não iria permitir o processo. Portanto, Sedna deve ter sido levado a sua órbita excêntrica atual por interação gravitacional com outro corpo. Brown e sua equipe sugeriram três possíveis candidatos para o corpo perturbador: um planeta desconhecido depois do cinturão de Kuiper, uma estrela independente passando perto do Sistema Solar ou uma das jovens estrelas do aglomerado em que o Sol se formou.

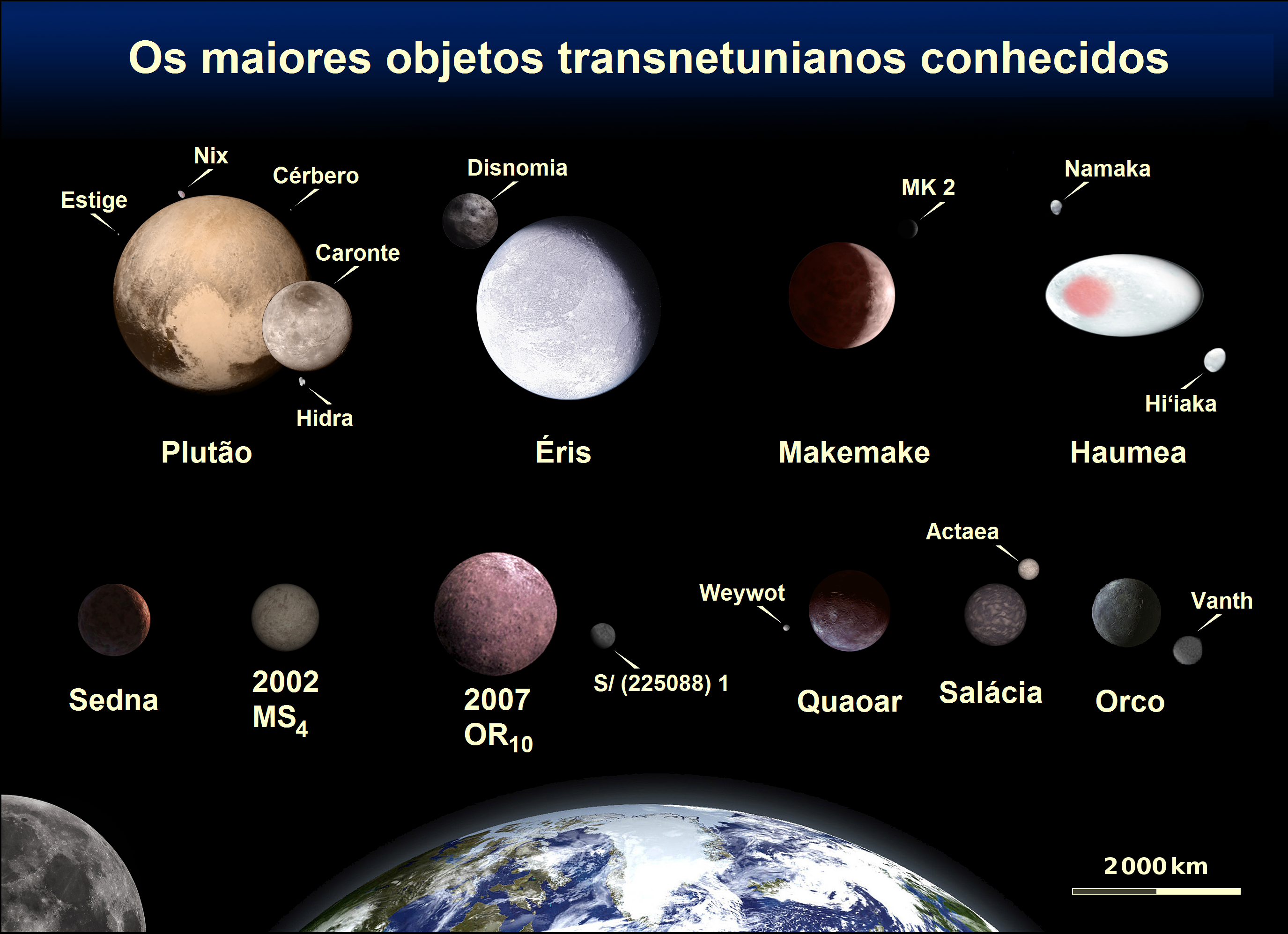
Comparação de Sedna com a Terra e outros grandes objetos transnetunianos (todos em escala)

Mike Brown e sua equipe preferiram a hipótese em que Sedna foi colocado em sua órbita atual por uma estrela do aglomerado em que o Sol nasceu, argumentando que o afélio de Sedna de cerca de 1 000 UA, que é relativamente pequeno comparado com o de cometas de longo período, não é distante o suficiente para ter sido afetado por uma estrela em suas distâncias atuais do Sol. Eles propõem que a órbita de Sedna é melhor explicada por o Sol ter se formado em um aglomerado aberto de várias estrelas que gradualmente foi se desfazendo. Essa hipótese também é apoiada por Alessandro Morbidelli e Scott J. Kenyon. Simulações de computador feitas por Julio A. Fernandez e Adrian Brunini sugerem que várias passagens por estrelas jovens em um aglomerado assim iria deixar muitos objetos com órbitas como a de Sedna. Um estudo por Morbidelli e Hal Levison sugere que a melhor explicação para a órbita de Sedna é que ele foi perturbado por uma passagem próxima (aproximadamente 800 UA) de outra estrela nos primeiros 100 milhões de anos da existência do Sistema Solar.
A hipótese do planeta transnetuniano tem sido defendida por diversos astrônomos, como Rodney Gomes e Patryk Lykawka. Um cenário envolve perturbações na órbita de Sedna por um corpo de tamanho planetário na nuvem de Oort interna. Simulações mostram que os parâmetros orbitais de Sedna poderiam ser explicados com um objeto da massa de Netuno a 2 000 AU (ou menos), da massa de Júpiter a 5 000 UA, e até mesmo da massa da Terra a 1 000 UA. Simulações de computador por Patryk Lykawka sugerem que a órbita de Sedna pode ter sido causada por um corpo do tamanho da Terra, enviado por Netuno para a região transnetuniana no início da evolução do Sistema Solar e atualmente em uma órbita alongada entre 80 e 170 UA do Sol. As diversas observações do céu por Mike Brown não detectaram qualquer objeto do tamanho da Terra até uma distância de cerca de 100 UA. No entanto, é possível que esse objeto tenha sido ejetado do Sistema Solar após a formação dos objetos da nuvem de Oort interna.
Também foi sugerido que a órbita de Sedna é o resultado da influência gravitacional de uma estrela binária companheira do Sol, a milhares de UA de distância. Uma estrela hipotética assim é Nêmesis, uma pouco brilhante estrela no Sistema Solar que foi proposta para explicar a suposta periodicidade de eventos de extinção em massa na Terra por cometas, os impactos na Lua, e os elementos orbitais comuns de vários cometas de longo período. No entanto, nenhuma evidência de Nêmesis foi encontrada por enquanto, e muitas linhas de evidência (como as contagens de crateras) colocaram sua existência em dúvida. John J. Matese e Daniel P. Whitmire, grandes proponentes da possibilidade de uma segunda estrela no Sistema Solar, sugeriram que um objeto com cinco vezes a massa de Júpiter localizado a cerca de 7 850 UA do Sol poderia produzir uma órbita como a de Sedna.
Morbidelli e Kenyon também sugeriram que Sedna não se originou no Sistema Solar, mas foi capturado pelo Sol de um sistema planetário extrassolar, especificamente o de uma anã marrom com cerca de um vigésimo da massa do Sol.

## População

Concepção artística da superfície de Sedna, mostrando a Via Láctea o Sol no céu.

A órbita fortemente elíptica de Sedna significa que a chance de sua detecção era de aproximadamente 1 em 80, sugerindo que, a menos que sua descoberta tenha sido por acaso, deve haver outros 40–120 objetos do tamanho de Sedna em sua região. Outro objeto, 2000 CR105, tem uma órbita similar porém menos excêntrica: um perélio de 44,3 UA, um afélio de 394 UA, e um período orbital de 3 240 anos. Ele pode ter sido afetado pelos mesmos processos que Sedna. Em 2014, astrônomos anunciaram a descoberta de 2012 VP113, um objeto com a metade do tamanho de Sedna, em uma órbita de 4 200 anos similar à de Sedna e um perélio dentro da faixa de Sedna de aproximadamente 80 UA, o que levou alguns a especular que ele oferecia evidência de um planeta transnetuniano.
Cada um dos mecanismos propostos para a órbita extrema de Sedna deixaria uma marca distinta na estrutura e dinâmica de populações mais amplas. Se um planeta transnetuniano foi o responsável, todos os objetos na região orbital de Sedna teriam um perélio parecido (~80 UA). Se Sedna foi capturado de outro sistema planetário que girava na mesma direção do Sistema Solar, todos os objetos da população de Sedna iriam possuir inclinações relativamente baixas e semieixos maiores entre 100 e 500 UA. Se ele girava na direção oposta, duas populações iriam se formar, uma com inclinações baixas e outra com inclinações altas. Interações gravitacionais com estrelas que passassem pelo Sistema Solar iriam produzir uma variedade de perélios e inclinações, cada um dependendo no número e ângulo de tais encontros.
Portanto, descobrir mais objetos dessa população poderia ajudar a determinar qual cenário é o mais provável. "Para mim Sedna é um registro fóssil do Sistema Solar inicial", disse Brown em 2006. "Eventualmente, quando outros fósseis forem encontrados, Sedna vai ajudar a nos contar como o Sol se formou e determinar o número de estrelas próximas ao Sol quando ele se formou". Uma pesquisa de 2007–2008 por Brown, Rabinowitz e Megan Schwamb tentou localizar outros membros da população hipotética de Sedna. Embora a pesquisa tenha sido sensível a movimentos a até 1 000 UA e tenha descoberto o candidato a planeta anão 225088 Gonggong, ela não detectou outros corpos com órbitas parecidas à de Sedna. Simulações subsequentes incorporando os novos dados sugeriram que cerca de 40 objetos do tamanho de Sedna devem existir na região, com os mais brilhantes possuindo aproximadamente a magnitude de Éris.

## Classificação
O Minor Planet Center, que classifica oficialmente os objetos do Sistema Solar, classifica Sedna como um objeto disperso. No entanto, essa classificação é fortemente contestada, e muitos astrônomos sugeriram colocar Sedna e alguns outros objetos (como 2000 CR105) em uma nova categoria de objetos distantes chamados objetos do disco disperso estendido, objetos isolados, objetos isolados distantes ou disperso-estendidos na classificação formal da Deep Ecliptic Survey.
A descoberta de Sedna ressuscitou a questão de quais objetos deveriam ser considerados planetas e quais não deveriam. Em 15 de março de 2004, artigos sobre Sedna na mídia popular relataram que um décimo planeta havia sido descoberto. Essa questão foi respondida com a definição de planeta da União Astronômica Internacional, adotada em 24 de agosto de 2006, que afirma que um planeta precisa ter dominância orbital. Estima-se que Sedna tenha um parâmetro Stern–Levison muito menor que 1, e portanto não tem dominância orbital, mesmo que nenhum outro objeto tenha sido descoberto em sua região. Para ser classificado como planeta anão, Sedna precisa estar em equilíbrio hidrostático. Seu brilho e seu tamanho são grandes o suficiente, então espera-se que Sedna seja um planeta anão. Mesmo não tendo sido classificado oficialmente como planeta anão pela UAI, muitos astrônomos o consideram como tal.

## Exploração
O perélio de Sedna vai ser alcançado por volta de 2075–2076. Essa aproximação ao Sol fornecerá uma oportunidade de estudo que não vai acontecer de novo por 12 000 anos. Embora Sedna esteja listado no site da NASA de exploração do Sistema Solar, a agência espacial estadunidense atualmente não está considerando nenhuma missão para pesquisá-lo.